# La Bartra
La Bartra és un llogaret del municipi de Montblanc, a la Conca de Barberà, a què fou agregat abans de 1940; anteriorment pertanyia a Rojals.
A l'edat mitjana s'hi edificà un convent, sobre les runes del qual s'assentà, el segle xviii, la pagesia de muntanya, que hi va romandre fins a la dècada de 1960. Aquest llogarret, format per cinc famílies, va quedar deshabitat i progressivament es va anar degradant. Actualment hi ha una casa refugi i una casa de turisme rural.
Es troba aproximadament a 730 m d'altitud, a les muntanyes de Prades, al sud de Rojals. Forma part de la conca del Brugent, i s'hi accedeix mitjançant un camí que surt de la carretera TV-7044 (La Riba - Farena).